# Погребняк, Наталья Олеговна
Наталья Олеговна Погребняк (укр. Наталія Олегівна Погребняк; род. 19 февраля 1988, Купянск, Харьковская область) — российская и украинская легкоатлетка, специализируется в спринте. Заслуженный мастер спорта Украины (2011). Чемпионка Украины (2008, 2009 и 2011) в беге на 100 метров. Чемпионка Европы (2010) в эстафете 4×100 м (вместе с Елизаветой Брызгиной, Марией Ремень и Олесей Повх).

## Личные рекорды
| Дата           | Вид              | Город                    | Время (с) |
| -------------- | ---------------- | ------------------------ | --------- |
| 2015           | 100 м            | Кировоград, Украина      | 11,09     |
| 2016           | 200 м            | Рио де Женейро, Бразилия | 22,64     |
| 1 августа 2010 | 4х100 м эстафета | Барселона, Испания       | 42,29     |

## Личная жизнь
В январе 2017 года Погребняк вышла замуж за российского легкоатлета Дмитрия Сорокина, специализирующегося в тройном прыжке. После замужества получила гражданство Российской Федерации.

## Награды
- Орден «За заслуги» ІІІ степени (25 июля 2013 года) — за достижение высоких спортивных результатов на XXVII Всемирной летней Универсиаде в Казани, проявленную самоотверженность и волю к победе, повышение международного авторитета Украины[3]